# Успенское (Покровский район)
Успе́нское — село в Покровском районе Орловской области России. Административный центр Журавецкого сельского поселения.

## География
Село находится на расстоянии 11 км к северу от посёлка городского типа Покровское, административного центра района, и 57 км к юго-востоку от города Орёл, административного центра области.

### Часовой пояс
Село Успенское, как и вся Орловская область, находится в часовой зоне МСК (московское время). Смещение применяемого времени относительно UTC составляет +3:00.

## Население
| 2002 | 2010 |
| ---- | ---- |
| 169  | ↘123 |

### Национальный состав
Согласно результатам переписи 2002 года, в национальной структуре населения русские составляли 97 % из 169 чел.